# فاطمه بارا
فاطمه بارا (عربی: فاطمة بارازادهٔ ۲۱ فوریهٔ ۱۹۹۰) بازیکن فوتبال است.
وی همچنین در تیم ملی فوتبال الجزایر بازی کرده‌است.